# Thorvald Stauning
Thorvald August Marinus Stauning (26. října 1873 Kodaň – 3. května 1942 tamtéž) byl dánský politik, předseda sociálnědemokratické strany v letech 1910–1939 a premiér v letech 1924–1926 a 1929–1942. Je po něm pojmenováno grónské pohoří Stauningovy Alpy.

## Politická kariéra
Od dětství pracoval v tabákové továrně, kde se stal odborářským funkcionářem a redaktorem časopisu Samarbejdet, jako sedmnáctiletý vstoupil do sociálnědemokratické strany. Od roku 1906 byl poslancem dánského parlamentu, v roce 1910 byl zvolen do čela strany, od roku 1913 byl kodaňským radním a v letech 1916–1920 zastával úřad ministra bez portfeje se zaměřením na sociální otázky. V roce 1924 se stal prvním sociálnědemokratickým předsedou dánské vlády, jeho menšinová vláda padla v roce 1926. Podruhé nastoupil do úřadu premiéra v roce 1929 a vedl nejdéle úřadující dánskou vládu ve dvacátém století. Dokázal vyvažovat zájmy různých politických uskupení a společenských vrstev, zasloužil se o vybudování sociálního státu, který zmírnil dopady velké hospodářské krize; volby v roce 1935 vyhrál s heslem „Stauning nebo chaos“. Ve funkci zůstal i po německé okupaci v roce 1940 a vedl vládu až do své smrti v roce 1942.